# ウーゴ・カンパニャーロ
ウーゴ・アルマンド・カンパニャーロ（Hugo Armando Campagnaro, 1980年6月27日 - ）は、アルゼンチン・コルドバ出身の元サッカー選手。現役時代のポジションはDF。元アルゼンチン代表。

## 経歴
CDモロンにてデビューした後イタリアへ渡り、ピアチェンツァ・カルチョでプレーする。2003年にクラブがセリエB降格となった後もチームを支えた。
2007年にUCサンプドリアへ移籍すると、ワルテル・マッツァーリ監督の下で攻守に奮闘し、評価を高めた。ピアチェンツァやサンプドリアで活躍した往年の名DFピエトロ・ヴィエルコウッドの再来と絶賛する向きも少なくなかった。2008-09シーズンは、負傷離脱などもあって16試合出場にとどまったが、34節ジェノアCFCとのダービーではチーム唯一の得点を挙げた（1-3で敗戦）。
2009年7月9日、移籍金700万ユーロ（内、ダニエレ・マンニーニの保有権の半分が200万ユーロ分）でUCサンプドリアからSSCナポリへ移籍した（2013年までの契約）
その年の8月16日にコッパ・イタリアのサレルニターナ戦でナポリデビューを果たし3-0の勝利に貢献。リーグでの初得点はACミラン戦で1-1の引き分け試合となっている。レギュラーとして28試合に出場したが、しかしリーグ終盤戦には怪我で戦線離脱を余儀なくされた。
2010-11シーズンもレギュラーとして31試合に出場し、ナポリのCL出場権獲得に貢献。シーズン終了後にアルゼンチンでバカンスを過ごしていた際に交通事故に遭遇。カンパニャーロ自身は軽傷で済んだものの、自身が運転していた車の同乗者と、対向車の2人が死亡した。
2012-13シーズン終了後に、サンプドリア時代からの師であるワルテル・マッツァーリ監督が就任したインテルへの自由移籍が決定した。
2014年、2014 FIFAワールドカップに出場するアルゼンチン代表のメンバーに選出。グループステージのボスニア・ヘルツェゴビナ戦でスタメン出場を果たした。その後チームは決勝戦に進出するも、ドイツ代表に敗れた。

## プレースタイル
対人プレーに強く、守備での貢献に加え後方からのゲームの組み立てにも参加する。

## 代表歴

### 出場大会
- アルゼンチン代表
  - 2014 FIFAワールドカップ

### 試合数
- 国際Aマッチ 17試合 0得点（2012年-2014年）[4]

| アルゼンチン代表 | 国際Aマッチ | 国際Aマッチ |
| 年               | 出場        | 得点        |
| ---------------- | ----------- | ----------- |
| 2012             | 7           | 0           |
| 2013             | 6           | 0           |
| 2014             | 4           | 0           |
| 通算             | 17          | 0           |